# 참조주
참조주(參照註, 영어: citation)란 주로 학술적 글쓰기(논문 등)에서 인용한 내용의 출처를 밝히기 위해 다는 주석이다. 이 때 참조주는 출처의 서지정보를 담고 있거나 또는 서지정보가 수록된 참고자료 목록과 본문을 연결해주는 역할을 한다. 참조주를 통해 출처를 밝히는 행위를 인용(reference), 출처 입장에서는 피인용이라고 한다.

## 개념
서지 인용은 책, 기사 (저널리즘), 웹 페이지 또는 기타 출판된 항목에 대한 참조이다. 인용은 해당 항목을 고유하게 식별할 수 있을 만큼 충분한 세부 정보를 제공해야 한다. 과학 인용, 법률 인용, 선행 기술, 예술활동 및 인문학 분야에서는 다양한 인용 시스템과 스타일이 사용된다. 과학 문헌의 인용 사용과 관련하여 일부 학자들은 부적절하다고 간주되는 특정 상황에서 "원치 않는 인용을 거부할 권리"를 제시하기도 한다.

## 같이 보기
- 판례 인용법
- 서지 관리 소프트웨어
- 크레디트 (예술)
- 상호참조
- 사료 비판
- 스타일 가이드
- 인용